# Bernard Marie Chiquet
Pour les articles homonymes, voir Chiquet.
 (août 2022).
Bernard Marie Chiquet, né le 20 janvier 1958 à Charenton-le-Pont et mort le 24 septembre 2022 à Mantes-la-Jolie, est un formateur, un coach et un conférencier dans le domaine de la gouvernance d'entreprise. Spécialiste des nouveaux modes de management, il est un promoteur de l'holacratie et du « management constitutionnel »,,.

## Management constitutionnel
Bernard-Marie Chiquet définit le management constitutionnel comme étant « […] un système managérial dans lequel ceux qui en ont le pouvoir, le plus souvent les dirigeants, adoptent une constitution pour l’organisation, laquelle régit la façon d’exercer le pouvoir à travers des règles et des processus qui s’appliquent à tous, y compris à eux-mêmes. Ce système permet de passer d’un pouvoir hiérarchique à un pouvoir constitutionnel qui fait loi, c’est-à-dire encadré et distribué selon les règles de droit définies dans la constitution choisie. Chacun devient détenteur de certains pouvoirs selon ses rôles, qui sont encadrés et limités par des politiques qui engagent chacun. »

## Interventions
Bernard Marie Chiquet est intervenu sur la chaine BFM Business en 2016 avec Arthur de Grave de OuiShare sur le thème de la gouvernance de demain et sur Europe 1, interview dans laquelle il est qualifié de “pape” de l'Holacratie en France.
Il est également intervenu pour une conférence au G500 (organisée par le Groupement des Chefs d'Entreprise du Québec).